# Leptoxis virgata
Leptoxis virgata är en snäckart som först beskrevs av I. Lea 1841.  Leptoxis virgata ingår i släktet Leptoxis och familjen Pleuroceridae. IUCN kategoriserar arten globalt som sårbar. Inga underarter finns listade i Catalogue of Life.